# Toi, c'est moi (film, 2006)
Pour les articles homonymes, voir Toi, c'est moi.
Pour plus de détails, voir Fiche technique et Distribution.
Toi, c'est moi (It's a Boy Girl Thing), est un film américano-canado-britannique réalisé par Nick Hurran et écrit par Geoff Deane, sorti en 2006.
C'est une comédie romantique avec Samaire Armstrong et Kevin Zegers. Le film est un remake du film australien Dating the Enemy, avec Guy Pearce et Claudia Karvan, sorti en 1996.

## Synopsis
Woody et Nell, voisins malgré eux et ennemis jurés, échangent malencontreusement leurs corps à cause d'un dieu aztèque, et décident de tout faire pour ruiner la vie de l'autre.
Mais petit à petit ils apprennent à mieux se connaitre et à faire des efforts l'un pour l'autre.

## Fiche technique
- Titre : Toi, c'est moi
- Titre original : It's a Boy Girl Thing
- Réalisation : Nick Hurran
- Scénario : Geoff Deane
- Producteur : Elton John, Steve Hamilton Shaw, David Furnish et Martin F. Katz
- Distribution : Icon Entertainment
- Budget : 7 385 434 $
- Pays d'origine :  États-Unis -  Royaume-Uni -  Canada
- Langue : anglais

## Distribution
- Samaire Armstrong (VQ : Éveline Gélinas) : Nell Bedworth
- Kevin Zegers (VQ : Nicolas Charbonneaux-Collombet) : Woody Deane
- Sherry Miller (VQ : Anne Dorval) : Katherine Bedworth
- Robert Joy : Ted Bedworth
- Sharon Osbourne : Della Deane
- Maury Chaykin (VQ : Guy Nadon) : Stan Deane
- Brooke D'Orsay (VQ : Julie Burroughs) : Breanna
- Brandon Carrera (VQ : Claude Gagnon) : Nicky
- Emily Hampshire (VQ : Geneviève Désilets) : Chanel
- Mpho Koaho (VQ : Tristan Harvey) : Horse

## Autour du film
Toi, c'est moi est sorti le 26 décembre 2006 au Royaume-Uni, puis dans les salles dans certains pays et directement en DVD dans d'autres. La plupart des scènes d'intérieur ont été tournées à Westdale Secondary School à Hamilton, Ontario, Canada.
La bande originale du film est un éventail de musiques : une reprise de « I Think We're Alone Now par Girls Aloud, Let's Get It Started » de Black Eyed Peas, Be Strong par Fefe Dobson, High par James Blunt et Push the Button et Red Dress par les Sugababes, ainsi que d'autres chansons par des artistes comme Ozzy Osbourne, Elton John, Orson, Marz et d'autres.
À la fin du film, les vers que déclame Woody sont les premiers du sonnet 18 de Shakespeare : « Devrais-je te comparer à une journée d'été ?… ».